# Matías Kranevitter
Claudio Matías Kranevitter (født 21. maj 1993 i San Miguel de Tucumán) er en argentinsk fodboldspiller, der spiller på den defensive midtbane.

## Titler
med River Plate
Primera División Argentina
- 2014

Copa Sudamericana
- 2014

Recopa Sudamericana
- 2015

Copa Libertadores
- 2015

Suruga Bank Championship
- 2015

U-20 Copa Libertadores
- 2015

Personlige
Copa Libertadores
- Årets Hold 2015